# Локалита Пињатаја (Сијена)
Локалита Пињатаја је насеље у Италији у округу Сијена, региону Тоскана.
Према процени из 2011. у насељу је живело 55 становника. Насеље се налази на надморској висини од 369 м.